# John Clayton Adams
Pour les articles homonymes, voir John Clayton, John Adams et Adams.

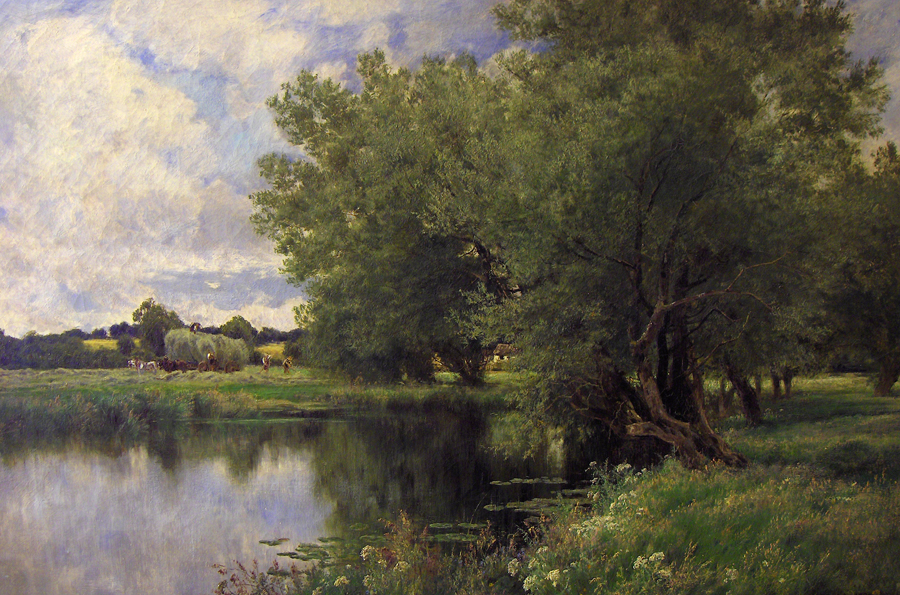

John Clayton Adams ou J. Clayton Adams, né en 1840 à Edmonton et mort le 20 juin 1906, est un  peintre paysagiste.